# Торфяной (Кировская область)
Торфяно́й — посёлок в Оричевском районе Кировской области. Образует Торфяное сельское поселение.

## География
Посёлок расположен примерно в 13 км к северо-востоку от посёлка Оричи на реке Быстрица.

## Население
| 1970  | 1979  | 1989  | 2002  | 2010  | 2012  | 2013  |
| ----- | ----- | ----- | ----- | ----- | ----- | ----- |
| 2931  | ↘2830 | ↘2742 | ↘1831 | ↘1685 | →1685 | ↗1719 |
| 2014  | 2015  | 2016  | 2017  | 2018  | 2019  | 2020  |
| ↗1768 | ↘1741 | ↘1696 | ↘1669 | ↘1632 | ↘1608 | ↘1573 |
| 2021  |       |       |       |       |       |       |
| ↘1258 |       |       |       |       |       |       |

## Торфяное сельское поселение
Административный центр и единственный населённый пункт — посёлок Торфяной.